# 사마간
평원왕 사마간(平原王 司馬榦, 232년 ~ 311년)은 서진(西秦) 하내(河內) 온(溫) 사람이고, 자는 자량(子良)이다. 사마의(司馬懿)의 아들이다.
처음에는 위안양정후(魏安陽亭侯)에 봉해졌다. 진 무제(晉武帝) 사마염이 즉위하자 평원왕(平原王)에 봉해졌다. 악질(惡疾) 때문에 성정이 불안했는데, 자못 청허정정(淸虛靜正)하게 지냈다. 진 혜제(惠帝) 때 광록대부(光祿大夫)와 시중(侍中), 태보(太保)를 역임했다. 제왕(齊王) 사마경(司馬冏)이 월왕(越王) 사마륜(司馬倫)을 평정하자 돈 백전(百錢)을 품고 가 축하하면서 사마륜을 본받지 말라고 충고했다. 사마경이 주륙(誅戮) 당하자 통곡했다. 동해왕(東海王) 사마월(司馬越)이 병사를 일으켜 낙양(洛陽)에 이르자 와서 그를 만났는데, 문을 걸어 잠그고 거절하면서 사람을 보내 사의(謝意)를 표했다.

## 가족 관계
- 조부 : 사마방
  - 숙부 : 사마랑
  - 부 :사마의(고조 선황제)
  - 모 : 장춘화(선목황후 장씨)
    - 형 : 사마사(세종 경황제)
    - 형수 : 하후휘(경회황후 하후씨)
    - 형수 : 양휘유(경헌황후 양씨)
    - 형 : 사마소(태조 문황제)
    - 형수 : 왕원희(문명황후 왕씨)
      - 조카: 사마염(세조 무황제)

    - 누이: 남양공주